# Chaetonotus gracilis
Chaetonotus gracilis är en djurart som tillhör fylumet bukhårsdjur, och som beskrevs av Gosse 1864. Chaetonotus gracilis ingår i släktet Chaetonotus och familjen Chaetonotidae. Inga underarter finns listade i Catalogue of Life.